# 艾伊達·尼可萊朱克
艾伊達·尼可萊朱克， 有時稱作 Nikolaichuk，（烏克蘭語：Аїда Юріївна Ніколайчук，1982年3月3日—）是一位乌克兰族流行歌手及模特兒。她在烏克蘭第三季X音素獲勝。她曾在節目第二季時，演唱波琳娜·加加林娜的Lullaby時被評判懷疑作假對嘴而打斷並要求她清唱歌曲的情況下有非凡表現，而受到注視。

## 个人生活
Nikolaychuk出生于1982年3月在苏联的乌克兰苏维埃社会主义共和国的敖德萨。 她最开始唱歌的时候，是在她成为学校唱诗班演奏者，以及后来作为嘻哈预备歌手在学校表演到2002年，并在她学校唱诗班中的第五和八年级。